# Myrmarachne alticeps
Myrmarachne alticeps là một loài nhện trong họ Salticidae.
Loài này thuộc chi Myrmarachne. Myrmarachne alticeps được Tord Tamerlan Teodor Thorell miêu tả năm 1890.